# Embalse de Buendía
El embalse de Buendía es un embalse español situado entre las provincias de Cuenca y Guadalajara. Está situado en el cauce del río Guadiela, afluente del río Tajo, recibiendo también agua de los ríos Meridanchel, Garibay, Garigay , Guadamejud y Mayor, entre otros de menor importancia. 
La presa, situada cerca de la localidad conquense que le da nombre, fue inaugurada en 1958 con una altura de 78,10 m y con una capacidad de embalsamiento de agua de 1.638 hm³ en una superficie de 8.194 ha. Sus aguas bañan las localidades de Buendía, Alcocer, Alcohujate, Villalba del Rey, Las Gaviotas y Los Cabezos además de las ruinas romanas de Ercávica situadas en Cañaveruelas, y hundidos bajo ellas Santa María de Poyos y Los Baños de La Isabela.
Forma parte, junto a los embalses de Entrepeñas, Bolarque, Zorita, Almoguera, del denominado Mar de Castilla. Junto al embalse de Entrepeñas abastece de agua al trasvase Tajo-Segura.